# Charles Barnes (agent)
Charles Tracy Barnes (ur. 2 sierpnia 1911, zm. 18 lutego 1972) – amerykański oficer wywiadu, wyższy funkcjonariusz CIA.
Kierował w 1954 operacją CIA w Gwatemali (zamach stanu) i w 1961 inwazją w Zatoce Świń.